# Aartsbroederschap van Onze-Lieve-Vrouw van Tongeren
De Aartsbroederschap van Onze-Lieve-Vrouw is een genootschap verbonden aan de Onze-Lieve-Vrouwebasiliek (Tongeren).

## Geschiedenis

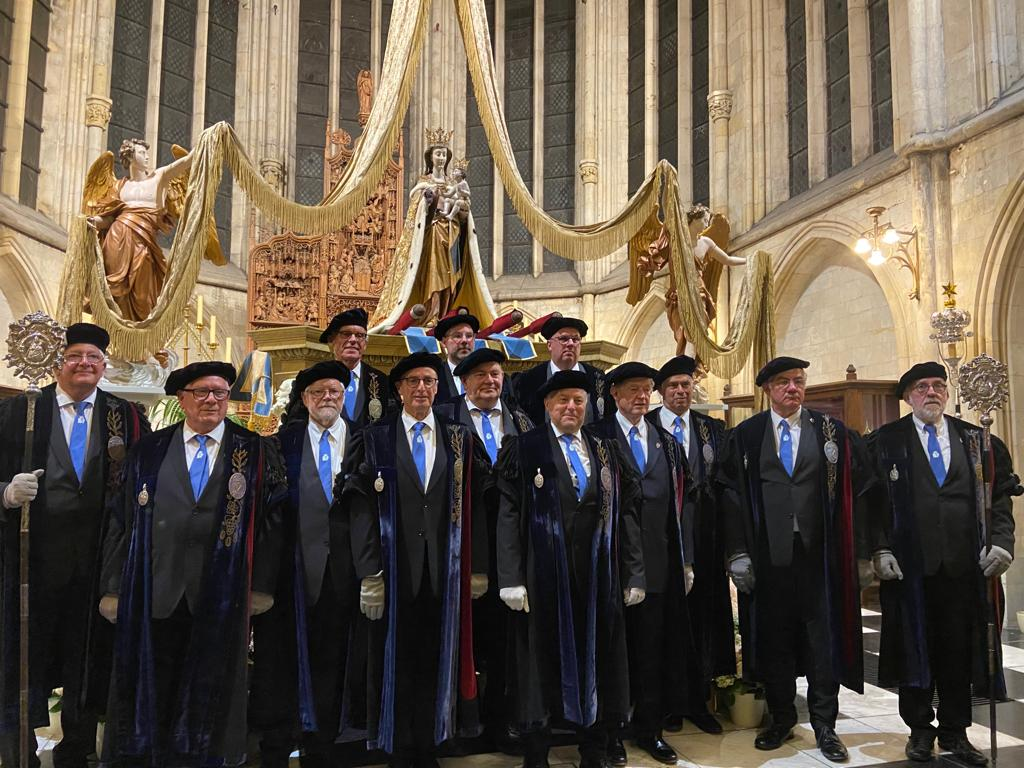
Broedermeesters bij het Mariabeeld 2023

De Aartsbroederschap, of voluit de leden van de aartsbroederschap van Onze-Lieve-Vrouw, heeft een geschiedenis die al eeuwen teruggaat en waarvan de traditie nog steeds in ere gehouden wordt. De oudste historische geschreven bronnen over de broederschap dateren van 1430, maar vermoedelijk werd deze reeds in de veertiende eeuw opgericht als een geestelijk genootschap van kanunniken die aan het kapittel verbonden waren. Na een dispuut met de stadsmagistraat over het recht op het innen van gelden door het kapittel, werd de vrede op 22 september 1356 beklonken door een vijftigtal Tongerse burgers in de broederschap op te nemen. Zo werd de kiem gelegd van de “wereldlijke” broederschap, zoals die vandaag nog bestaat. De leden van deze broederschap worden in Tongeren "broedermeesters" genoemd. Op 22 juni 1479 verleende het kapittel aan de broederschap het voorrecht om een nieuw "parochiaal" altaar, autonoom van het kapittel , te laten maken voor het nieuwe Onze-Lieve-Vrouwebeeld dat zij ook dat jaar had laten snijden: de Causa Nostrae Laetitiae of de Oorzaak Onzer Blijdschap. Het werd geplaatst op dit parochiealtaar, exact op de  plaats waar het zich vandaag nog steeds bevindt. Het staat buiten elke twijfel dat de aartsbroederschap een bijzondere verering voor Maria had. Zo werd een jaarlijkse processie gehouden op 8 september, het feest van Maria Geboorte, patroonfeest van de basiliek. Het is dan ook bij gelegenheid van de plechtigheden ter ere van O.L.-Vrouw, dat de broedermeesters als genootschap in het openbaar verschijnen. Hun voltallige aanwezigheid in het koor is dan het bewijs van hun attentie. Deze processie ging uit vanaf 1507. De broedermeesters namen in de processie een voorname plaats in naast de kanunniken. Het prachtige nieuwe beeld werd daarin meegedragen en getoond aan de Tongerse bevolking. In 1657 werd de  Mariakroon geschonken door de aartsbroederschap. Vanaf de 16de eeuw beschikte de aartsbroederschap ook over een eigen orgel. Dat was waarschijnlijk het "klein" orgel. Dit werd bespeeld bij de mis- en concertuitvoeringen in opdracht van de broederschap. Vergaderd werd in de rederijkerskamer op de eerste verdieping van Huis de Pelicaen en Ganze, het huidige café De Lido op de markt. Na een onderbreking in 1796, tijdens de Franse revolutie, toen alle broederschappen werden afgeschaft, is er vanaf de 19de eeuw opnieuw sprake van de broederschap. Na het Concordaat van Napoleon in 1801 kwam de Mariaverering in Tongeren snel terug op gang. De jaarlijkse Mariaprocessie werd opnieuw ingesteld en met pauselijke toestemming werd het beeld van Maria op 31 augustus 1890 gekroond waaruit de traditie ontstond van de Zevenjaarlijkse Kroningsfeesten. De aartsbroederschap heeft daarin zeker een rol gespeeld.

## Aantal leden
De broederschap bestaat oorspronkelijk alleen uit geestelijken. In 1356 worden vijftig mannelijke burgers toegelaten en in 1455 ook vrouwen. Op 22 november 1663 wordt nogmaals bepaald dat het aantal wereldlijke leden tot vijftig beperkt blijft. Het aantal vrouwen neemt wel af in de achttiende eeuw. Op 21 november 1786 tekenen 45 leden van de broederschap in voor het vervaardigen van de "medalie van O.L.V.". Op het ogenblik (2023) telt de groep van de broedermeesters vijftien leden. Ze wonen bijna allemaal in Tongeren en ondersteunen de wekelijkse zondagsvieringen en de bijzondere feesten in de basiliek. Zij nemen deel aan alle jaarlijkse processies en begeleiden het beeld van Maria Oorzaak Onzer Blijdschap wanneer Zij bij bijzondere gelegenheden de basiliek verlaat. In de aanloop naar de Kroningsfeesten zijn zij erbij wanneer het beeld de Tongerse parochies en vanaf 2023 ook de zondagskerken van het dekenaat bezoekt. En uiteraard zijn zij present tijdens de vier Kroningsprocessies en de avondspelen, waarbij zij het beeld van Maria voorafgaan.

## Kledij

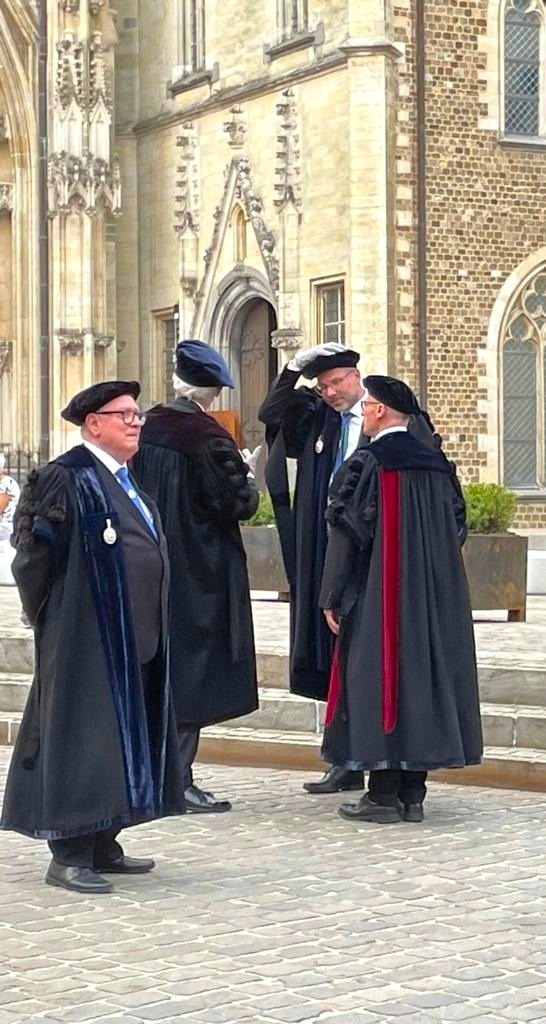
Enkele broedermeesters in vol ornaat. Twee mantels bevinden zich in de vaste collectie van het Teseum Tongeren.

De kledij van de broedermeesters, de mantel, de baret, de handschoenen en de medaille, is bijzonder en historisch en werd door de vorige generaties broedermeesters reeds gedragen. De kledij wordt van de uittredende of overleden broedermeester naar een nieuwe lid overgedragen. Zo zorgt iedere broedermeester mee voor de continuïteit van de aartsbroederschap, geruggesteund door wie hen zijn voorgegaan. Twee exemplaren van de mantels bevinden zich in de vaste collectie van het Teseum waar ze mee het verhaal van de Kroningsfeesten illustreren. Op het hoofd dragen de broedermeesters een baret uit fluweel vervaardigd. Ook dragen zij handschoenen in lichtgrijze kleur. Maar het meest opvallend zijn hun mantels. De broedermeesters zijn uitgedost in een brede, wijde zwarte, zware, tot aan de enkels reikende, in laken-met-fluweel-bezette mantel. Daarnaast zijn er naast ingelegde stroken van een andere kleur, de rechter overslag van de kraag, twee brede fluwelen banden die tot aan de voet van de toga reiken. Op de linker band is het embleem van O.-L.-Vrouw in gouddraad geborduurd. Rechts draagt iedere broedermeester sinds 1787 een zilveren medaille met de afbeelding van Maria. Deze medaille draagt in het midden de afbeelding van O.-L. Vrouw. Zij houdt in de linkerhand de rozenkrans en op de linkerarm draagt Zij het kindje Jezus. In randschrift: Causa Nostrae Laetitiae O.P.N. Sinds de kroningsfeesten van 2023 dragen de broedermeesters ook een goudgele pin.